# Drei Schwestern
Drei Schwestern (2053 m n.p.m.) – szczyt górski w Alpach Wschodnich w paśmie Rätikon, na granicy Liechtensteinu i Austrii. Znajduje się na północny wschód od szczytów Garsellikopf i Kuhgrat oraz na południe od masywu Saroja. 
Drei Schwestern posiada trzy wierzchołki: najwyższy Große Schwester (2053 m n.p.m.), Mittlere Schwester (in. Jahnturm, 2048 m n.p.m.) oraz najniższy Kleine Schwester (in. Vollanturm 2034 m n.p.m.) i stąd pochodzi nazwa góry, która w dosłownym tłumaczeniu oznacza Trzy Siostry.
Góra jest łatwo dostępna dla turystów i często przez nich odwiedzana. Przez szczyt przebiega jeden z najstarszych i najważniejszych szlaków wysokogórskich Liechtensteinu, tzw. Dreischwesternweg wybudowany u schyłku XIX wieku, prowadzący od Drei Schwestern do Gaflei. Pierwszym potwierdzonym zdobywcą góry był austriacki alpinista John Sholto Douglass, który wszedł na szczyt 10 czerwca 1870 roku.
Na południowy zachód od góry przepływa rzeka Samina, a jej dolina wraz z fragmentem zbocza jest objęta rezerwatem przyrody. Niższe partie porośnięte są rzadkim lasem a u podnóży góry znajduje się osada Planken.

Charakterystyczny wygląd góry jest przedmiotem podań ludowych, według których trzy siostry z Schaan miały zamiast iść na mszę, wyjść w góry zbierać jagody, za co zostały ukarane przez Marię.

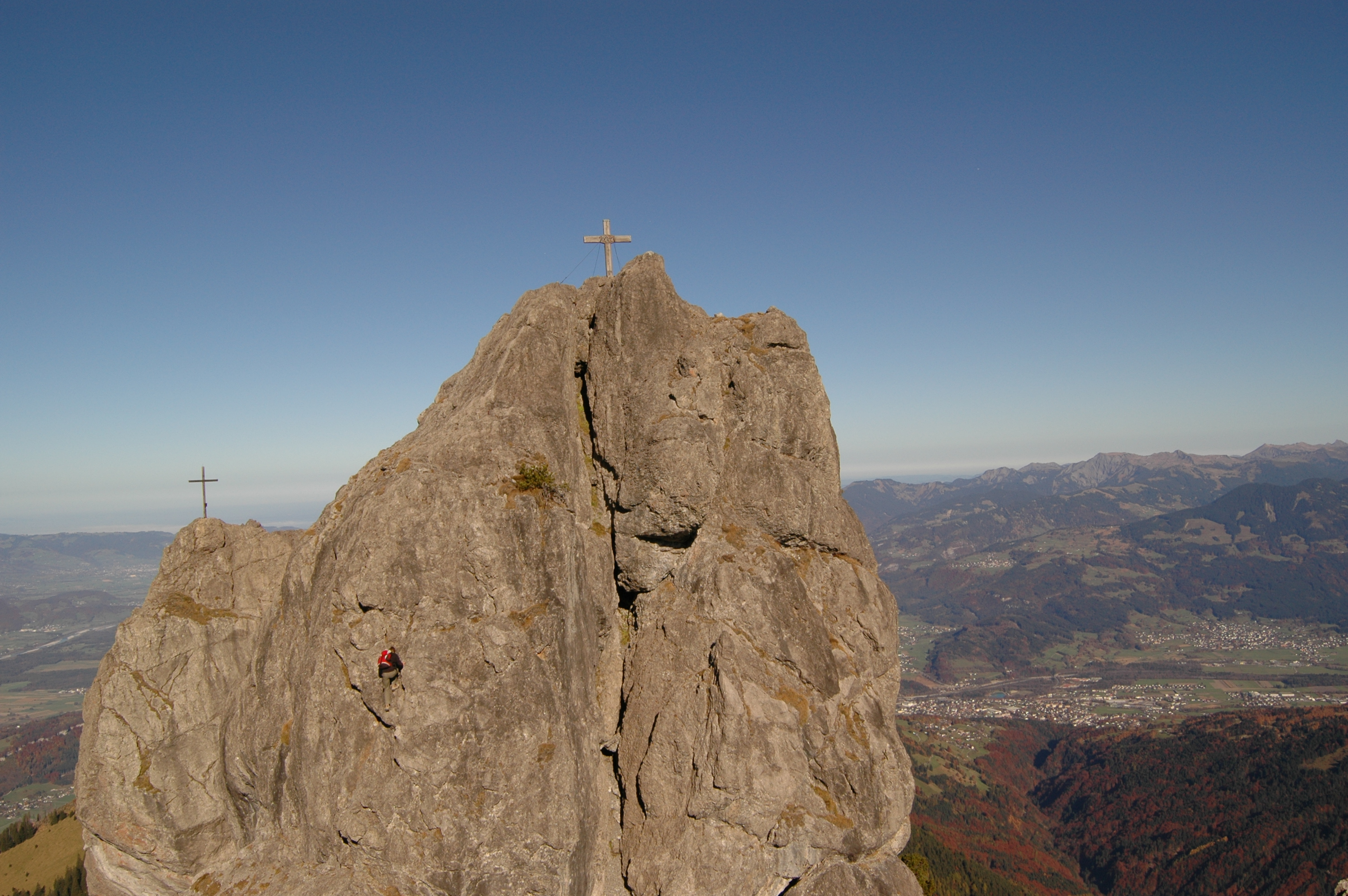
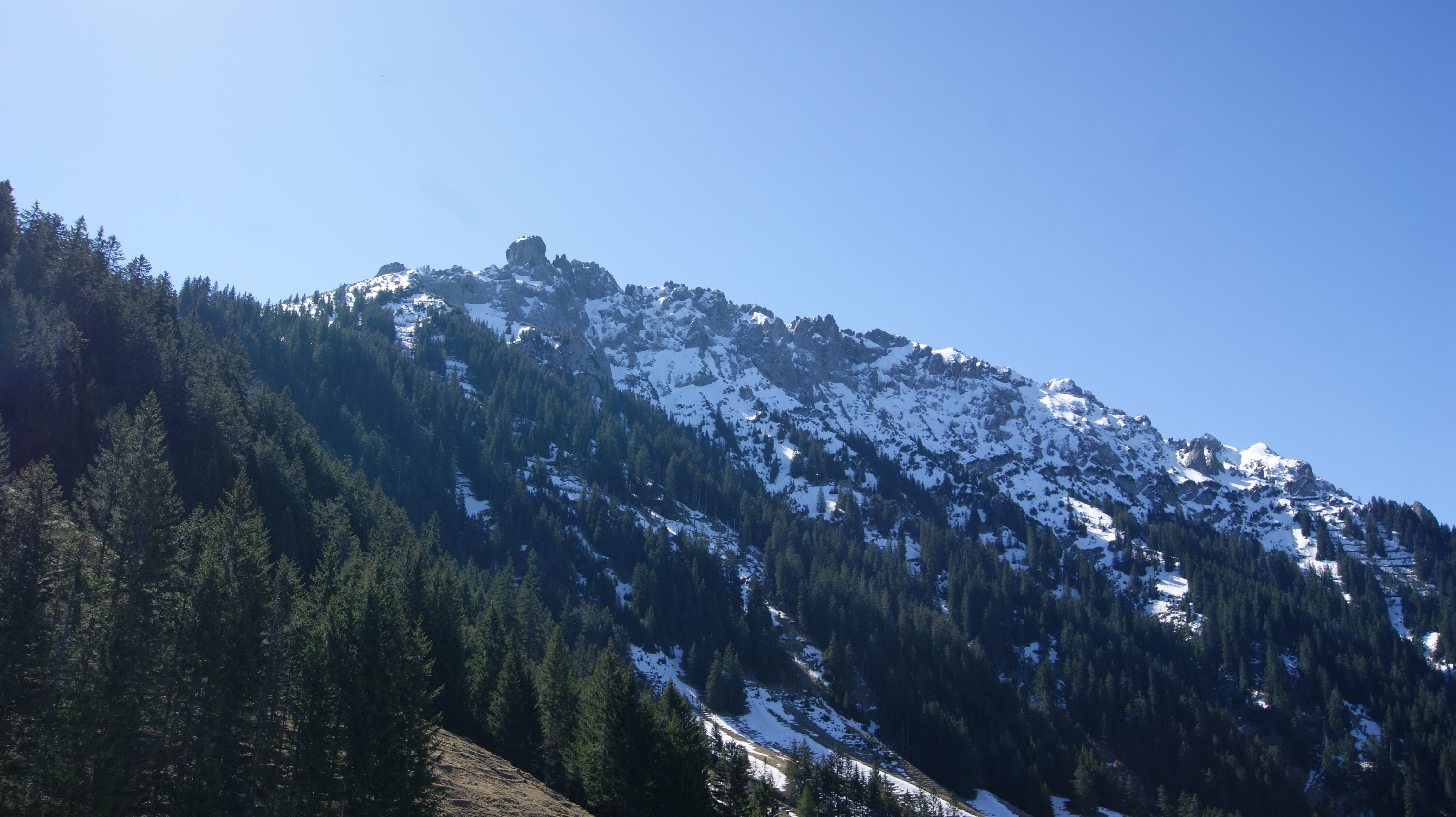
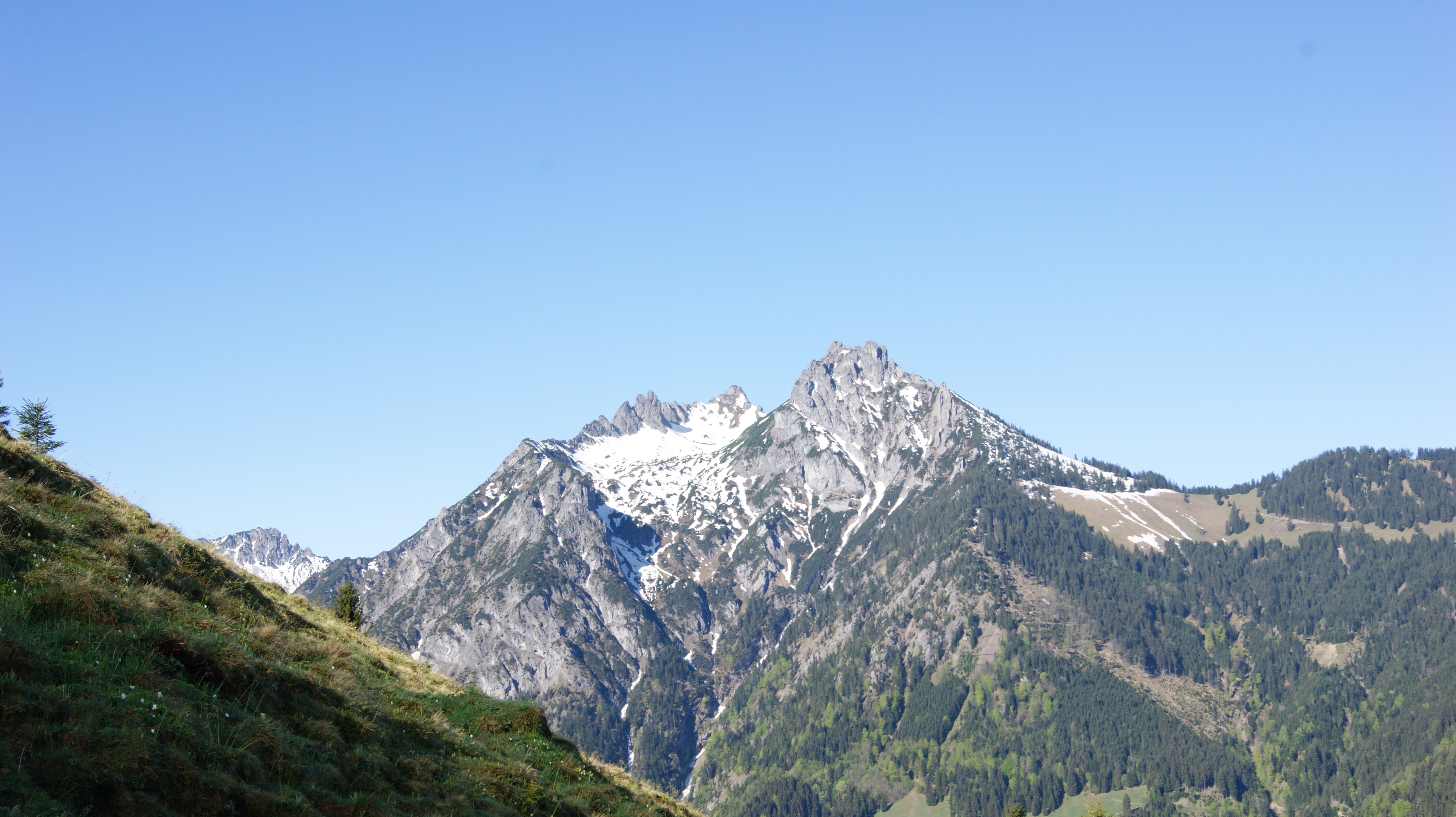
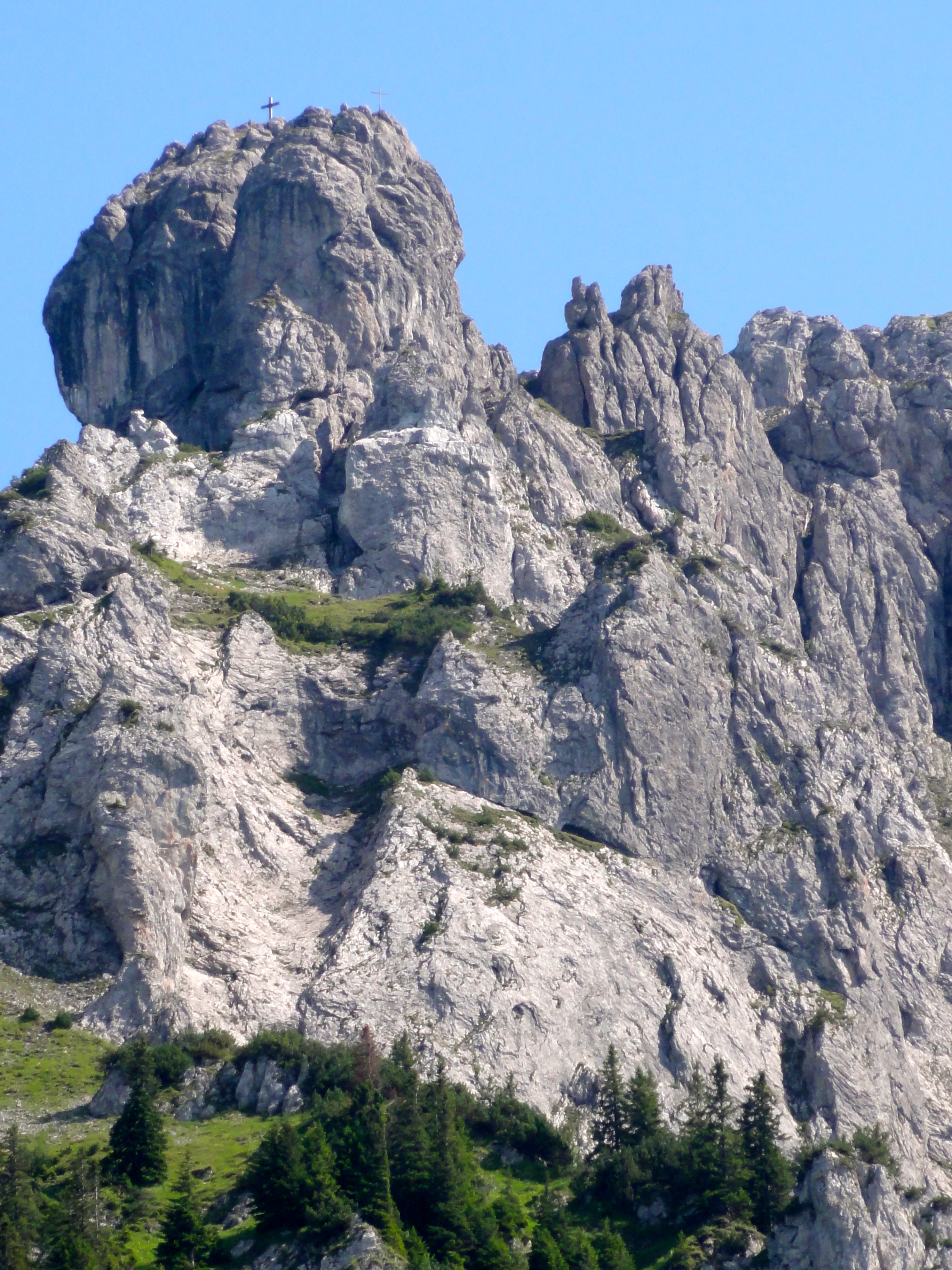
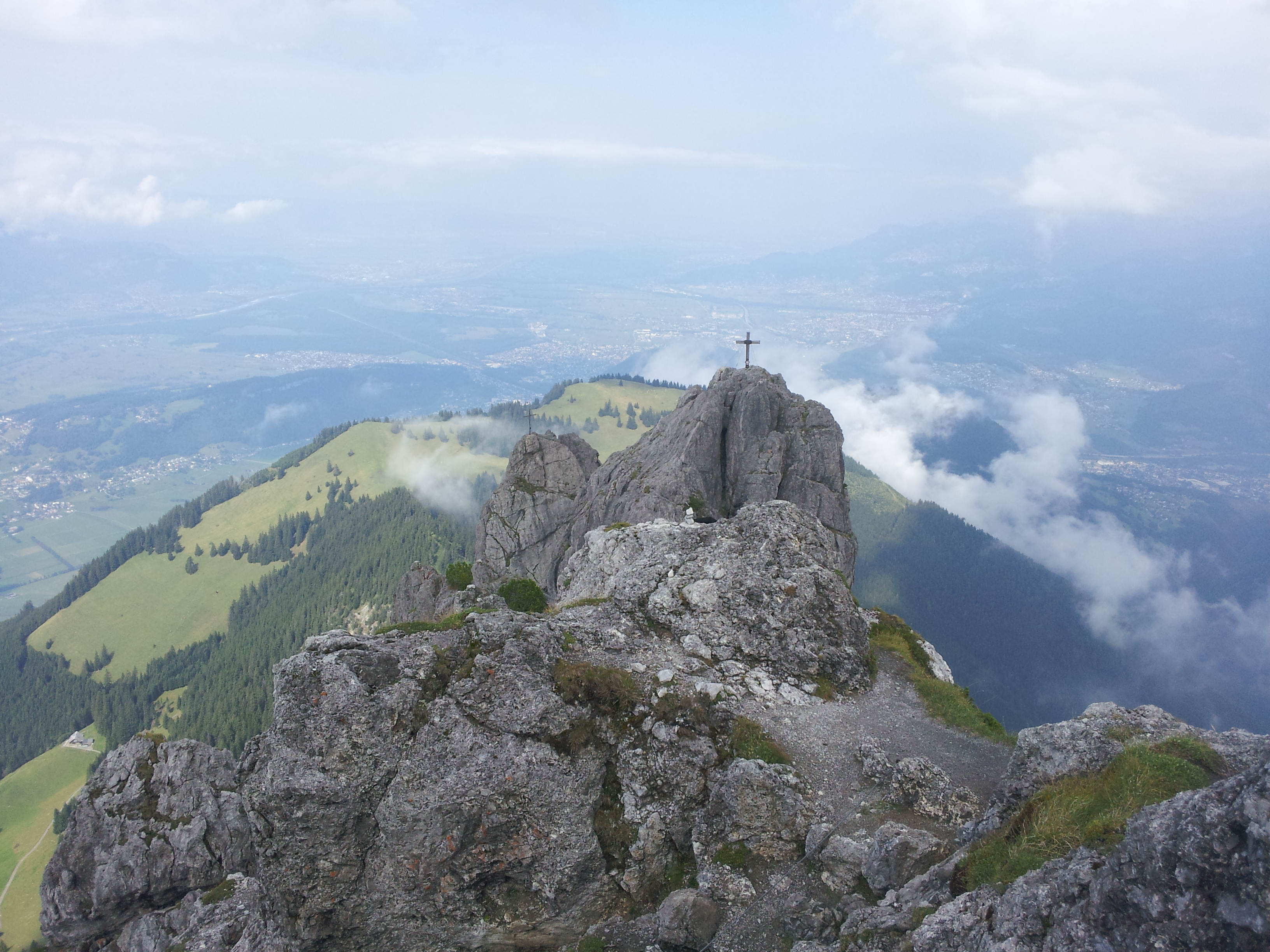